# Krupina
Krupina (en alemán: Karpfen; en latín: Carpona; en húngaro: Korpona) es una ciudad del centro de Eslovaquia.
La primera referencia escrita a la campo (río Krupina) ciudad data de 1135 y ciudad data de 1238.
Es parte de la Región de Banská Bystrica y es la capital del distrito de Krupina. Tiene una población de 7.890 habitantes y un área de 88.67 km².
Su matrícula es KA.

## Demografía
| Año        | 1994 | 2004    | 2014    | 2024    |
| ---------- | ---- | ------- | ------- | ------- |
| Población  | 8060 | 7857    | 8010    | 7524    |
| Diferencia |      | −2,51 % | +1,94 % | −6,06 % |

| Año        | 2023 | 2024    |
| ---------- | ---- | ------- |
| Población  | 7510 | 7524    |
| Diferencia |      | +0,18 % |